# Orpheus (Stravinsky)
Orpheus est un ballet néo-classique en trois tableaux composé par Igor Stravinsky en 1947 ; il s'agit d'une commande de Lincoln  Kirstein pour The Ballet Society, premier nom du New York City Ballet, sur une chorégraphie de George Balanchine.

## Histoire
La première a eu lieu le 28 avril 1948 au City Center of Music and Drama de New York et a directement conduit le président du City Center, Morton Baum, à inviter Balanchine et Kirstein à créer une compagnie résidente. La nouvelle compagnie a été nommée (ou Ballet Society renommée) New York City Ballet et Balanchine en est resté le maître de ballet jusqu'à sa mort.
Le programme de la première représentation du City Ballet au City Center, dirigé par le compositeur, comprenait Orphée, le Concerto Barocco et la Symphonie en ut le 11 octobre 1948.
L'interprétation de la lyre d'Orphée par Noguchi a été adoptée comme – et reste – le symbole officiel du City Ballet.

## Orchestration
Malgré un effectif d'orchestre standard, la partition est écrite à la manière d'une pièce de chambre, avec un minimum de tutti d'orchestre.
- Bois : 2 flûtes, une flûte piccolo, 2 hautbois (le 2e jouant aussi le cor anglais), 2 clarinettes en si b, 2 bassons
- Cuivres : 4 cors en fa, 2 trompettes en si bémol, 2 trombones (le 2e jouant aussi le trombone basse)
- Timbales
- Harpe
- Cordes

## Structure
Les tableaux sont divisés en 13 mouvements.
Premier tableau
1. Orphée pleure Eurydice. Debout, dos au public, il ne bouge pas. Passent des amis avec des présents. Compliments de condoléances.
2. Air de danse
3. L'Ange de la Mort et sa danse (L'Ange emmène Orphée aux enfers.)
4. Interlude (L'Ange et Orphée réapparaissent dans les ténèbres du Tartare.)

Deuxième tableau
1. Pas des Furies (Leur agitation et leurs menaces.)
2. Air de danse (Orphée.)
3. Interlude (Les tourmentés du Tartare tendent leurs bras enchainés vers Orphée le suppliant de continuer son chant consolant.)
4. Air de danse (Orphée continue son air.)
5. Pas d'action (L'enfer, touché par le chant d'Orphée, se calme. Les Furies l'entourent, lui couvrent les yeux d'un bandeau et lui rendent Eurydice.)
6. Pas de deux (Orphée et Eurydice devant le rideau. Orphée arrache de ses yeux le bandeau. Eurydice tombe morte.)
7. Interlude (Rideau, derrière lequel le décor du premier tableau sera remis.)
8. Pas d'action (Les Bacchantes attaquent Orphée, s'emparent de lui et le déchirent en morceaux.)

Troisième tableau
1. Apothéose d'Orphée (Apparaît Apollon. Il s'empare de la lyre d'Orphée et élève son chant vers les cieux.)